# Марван Ісса
Марван Абд аль-Карім Ісса (араб. مروان عيسى; 1965, Сектор Гази — 10 березня 2024) — палестинський терорист, заступник головнокомандувача військового крила організації ХАМАС, Бригади «Із ад-Дін аль-Кассам».

## Біографія
Ісса народився у таборі біженців Бурейдж у секторі Газа у 1965 році. Він здобув освіту в Ісламському університеті Гази та грав у баскетбол за клуб «Аль-Бурейдж». Його спортивні амбіції закінчилися після його арешту 1987 року під час Першої інтифади за його контакти із Хамасом. Пізніше він був затриманий палестинською владою з 1997 по 2000 рік, але звільнений після початку Другої інтифади.
В 2012 році став ватажком бригад «Кассам» у таборах біженців у центральній частині сектора Газа, відіграв центральну роль у розвитку його військової системи та підпорядковувався Мохаммеду Дейфу. Був внесений до списку терористів США у 2019 році та Європейського Союзу у 2023 році.  Ісса зіграв значну роль у плануванні нападу ХАМАС на Ізраїль у 2023 році. 17 березня 2024 року в ЗМІ поширилися повідомлення про те, що його було вбито внаслідок авіаудару Ізраїлю по підземному об'єкту в Нусейраті, у центральній частині Гази. На момент смерті був третьою людиною в ієрархії ХАМАС за версією ЦАХАЛ.

### Особисте життя
Старший син Ісси помер у 2009 році, коли йому було дев'ять років, після того, як йому було відмовлено у в'їзді з сектора Газа для лікування в Єгипті, а ще один син загинув у 2023 році внаслідок ізраїльського авіаудару сектором Газа.